# رالي مونت كارلو 2009
رالي مونت كارلو 2009 هو سباق رالي أقيم في الفترة من يناير 21 إلى 2009 في مونت كارلو. كان الجولة الأولى ضمن رالي التحدي عبر القارات موسم 2009. فاز سيباستيان أوجير ببطولة السائقين.